# وسام الرئيس ياسر عرفات
وسام الرئيس ياسر عرفات هو أحد الأوسمة الفلسطينية التي يمنحها الرئيس الفلسطيني.

## التاريخ
جرى إنشاء وسام الرئيس ياسر عرفات عام 2018.

## رتب الوسام
يقسم وسام الرئيس ياسر عرفات إلى ثلاثة درجات:
- وسام الرئيس ياسر عرفات من درجة «الوشاح الأكبر ونجمة الشرف»: يمنح للملوك والرؤساء، كما يمكن منحه لرؤساء المجلس الوطني والمجلس التشريعي، ورئيس وأعضاء اللجنة التنفيذية لمنظمة التحرير الفلسطينية، والرؤساء والأمناء العامين للفصائل والأحزاب الفلسطينية، ويمكن منحها لشخصيات فلسطينية وأجنبية بارزة قدمت إسهامات للشعب الفلسطيني.[1]

- وسام الرئيس ياسر عرفات من درجة «نجمة يبوس»: يمنح للوزراء والسفراء والمبعوثين والمحافظين وأعضاء البرلمانات وممثلي الأحزاب من الفلسطينيين والأجانب.[1]

- وسام الرئيس ياسر عرفات من درجة «ميدالية الشجاعة»: يمنح للكفاءات المتميزة، والذين أظهروا شجاعة وإقدام في تأدية واجباتهم وطنهم.[1]

| وسام الرئيس ياسر عرفات من رتبة "الوشاح الأكبر ونجمة الشرف" | وسام الرئيس ياسر عرفات من رتبة "نجمة يبوس" |
| ---------------------------------------------------------- | ------------------------------------------ |
|                                                            |                                            |

| وسام الرئيس ياسر عرفات من رتبة "ميدالية الشجاعة" |
| ------------------------------------------------ |
|                                                  |

## أبرز الحائزين على الوسام
- عبد الرزاق اليحيى (2019).[2]
- غازي العريضي (2019).[3]
- معن بشور (2020).[4]
- بشارة مرهج (2020).[4]